# Tra quyền
Tra quyền (chữ Hán:查拳) tên tiếng Anh phiên âm từ tiếng Hoa là Cha Quan hay Cha Chuan là một bộ môn quyền thuật miền Bắc Trung Hoa có rất sớm tương truyền xuất hiện từ thời nhà Đường từ chùa Thiếu Lâm Tung Sơn Hà Nam.